# Castilleja foliolosa
Castilleja foliolosa là loài thực vật có hoa thuộc họ Cỏ chổi. Loài này được Hook. & Arn. mô tả khoa học đầu tiên năm 1833.

## Hình ảnh

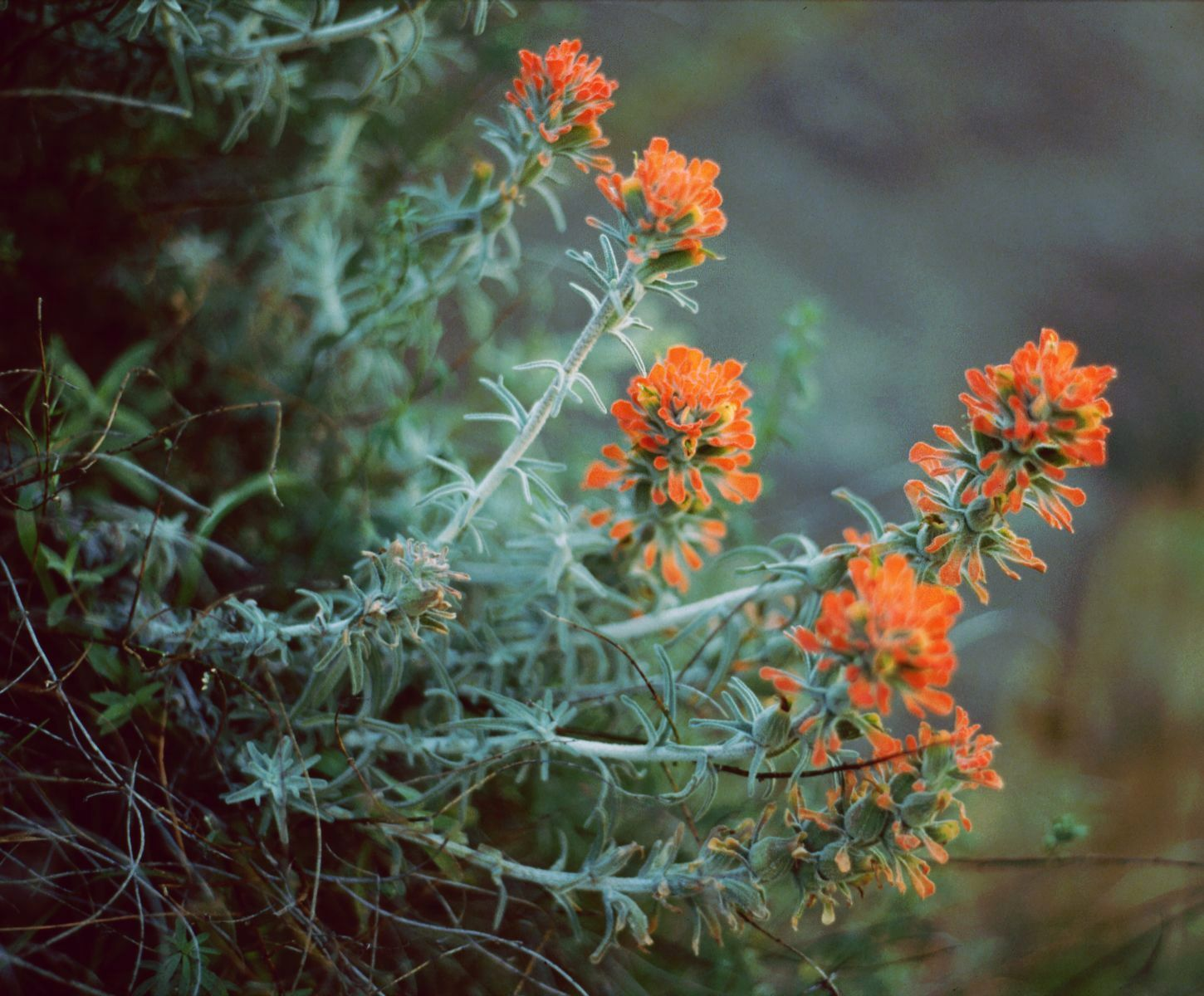
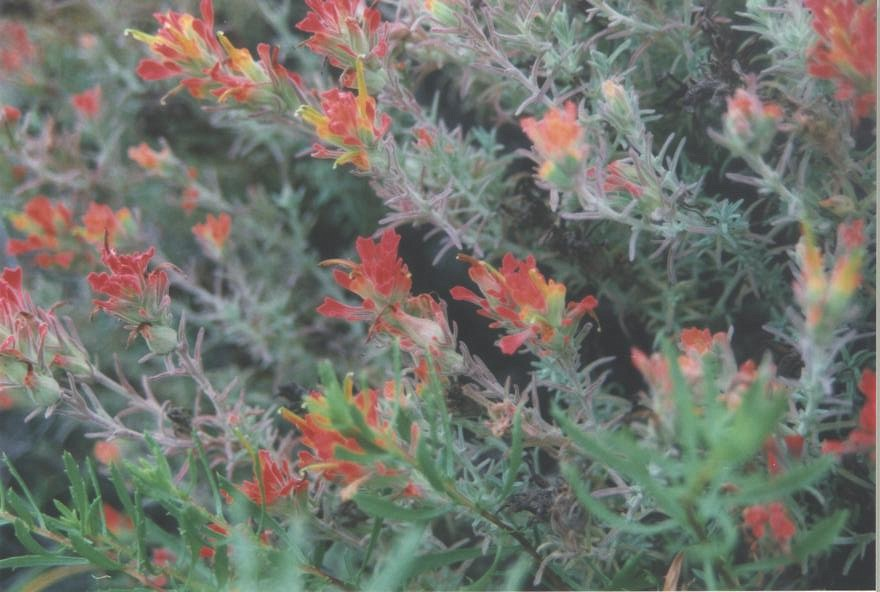